# Lobbi
Lobbi è una frazione del comune di Alessandria (AL), in Piemonte.

## Posizione geografica
Lobbi è situato ad est di Alessandria, sulla riva destra del Tanaro e confina col territorio di Piovera. Il borgo sorge ad un'altitudine di m 90 s.l.m. sul declino della Fraschetta verso il Po ad una distanza di 11,27 km dal comune di Alessandria. 
Lobbi comprende il centro del paese raggruppato intorno alla chiesa parrocchiale, le frazioni di Cascinali Pagella, Zerba, Filippona, Cascina Stampa e la zona della Fonte.
Le strade principali sono: via Poggio, via Sabatini, via Passalacqua, via Campora, via Sale , via Della Repubblica, via Franchini, via Guazzone, via Pagella. Le due piazze esistenti sono intitolate ad A. Caretta e ad A. Franzini. Quest'ultima è situata al centro del paese, di fronte alla chiesa parrocchiale ed è costituita da uno spiazzo alberato adibito a giochi per bambini. Gli edifici adibiti ad abitazione sono in genere a due piani e adiacenti fra loro solo al centro paese. I muri delle case sono ancora costituiti in prevalenza di terra battuta. Erano in passato abitazioni di contadini e pescatori, attività allora predominanti.

## Storia
Lobbi, prima del 1550, era un aggregato di cascinali sparsi e nel 1175, all'epoca della fondazione di Alessandria, fece parte del contado di tale città. Nel 1316 passò sotto il dominio dei Visconti che governarono la zona per circa 100 anni. In seguito, ai Visconti subentrarono gli Sforza. Dagli annali di Alessandria risulta che nel 1647 Lobbi e Castelceriolo furono allagate dalle acque del Tanaro in quella ricordata come la maggiore inondazione avvenuta dalla fondazione di Alessandria. Nel 1734 Lobbi diventò feudo del conte Stortiglioni. Nel 1854 la popolazione lobbiese subì alcuni decessi a causa del colera. Nel periodo della Resistenza una brigata della divisione Marengo fece capo a Lobbi.

## Toponimo
Da varie interpretazioni, la più probabile, per ricercare l'esatta etimologia del nome "Lobbi" potrebbe essere la seguente: il radicale Laub è parola tedesca che significa luogo boscoso, da cui deriva "laubig" ossia fogliuto, di bosco, con molte foglie. Secondo un codice conservato nell'archivio di Aix , del 1025, una selva in quella località fu chiamata "laubiera" , nome che aveva ancora nel 1774. Poiché la zona in cui sorse Lobbi un tempo era boscosa, si potrebbe accettare l'ipotesi che il nome derivi da laub o laubing il cui dittongo "lau" nel tempo si sia trasformato in "lo" dando origine ai nomi "lobium" , "lobia". 
Filippona, frazione di Lobbi, deriva il suo nome da Filippo Sforza il quale era solito portarsi in quei paraggi a caccia nella grande boscaglia ivi esistente. Dopo la sua morte, la popolazione riconoscente ne assunse il nome intorno al 1493.

## Società

### Evoluzione demografica
Da indagine condotta nel 1855 la popolazione di Lobbi era di 1 740 abitanti, mentre nei censimenti del 1869 e 1901 gli abitanti erano più di 2000. Nel 1911 si ebbe una diminuzione a 1 660 abitanti; già da tale periodo si andava delineando una diminuzione progressiva della popolazione fino ai giorni nostri. Attualmente gli abitanti sono circa 600. Tale diminuzione è motivata da due condizioni: 
- Attività lavorative: si è riscontrato il passaggio dall'agricoltura (attività predominante fino a 40-50 anni fa) all'industria e ai servizi, da qui l'incremento del fenomeno dell'inurbamento per risiedere in città accanto al posto di lavoro.
- Nucleo famigliare: alla famiglia patriarcale di un tempo è andata via via sostituendosi quella mononucleare con uno o due figli per famiglia.

## Architettura locale

### Chiesa parrocchiale
Il primo accenno all'esistenza di una chiesa a Lobbi si ha nel 1584 negli atti della visita pastorale di quell'anno. Nella visita pastorale del 1593 è indicata col titolo di "San Bartolomei Lobiorum". Risale appunto a quell'anno la presenza del primo sacerdote. Nel periodo 1780-1800 la chiesa fu ampliata ed assunse la struttura attuale. Si ebbe lo spostamento della facciata, che fu rivolta a est, mentre prima era orientata a nord ed era ad un'unica navata. La chiesa fu in seguito dotata di organo, come attesta la lettera di Camillo Bianchi datata marzo 1880. 

### Scuola elementare
L'attuale scuola elementare di Lobbi risale al 1914. Cominciò a funzionare come infermeria militare durante la 1ª guerra mondiale. Essa è dedicata a Baudolino Taverna (1834-1916) che fu per anni consigliere comunale e si interessò alla costruzione dell'edificio.

### Monumento ai caduti
Per ricordare i caduti della prima guerra mondiale, venne eretto nel 1926, un monumento in piazza Caretta, di fronte all'edificio scolastico. Esso è costituito da una base marmorea, sulla quale poggia una statua bronzea raffigurante un fante che abbraccia la bandiera.

### Fonte termale
Col nome di "Fonte della salute" veniva denominata una sorgente naturale di acqua solforosa situata a nord dell'abitato. L'acqua aveva poteri curativi, per questo molte persone dai paesi vicini si recavano alla fonte per cura. Dopo la seconda guerra mondiale la fonte richiedeva lavori di ristrutturazione mai eseguiti per cui perse la sua attrattiva e le acque non curate debitamente, si dispersero. Attualmente resta il rudere di caseggiato ancora visibile sotto le edere i rampicanti.

### Casa di riposo "Conte Giuseppe Guazzone di Passalacqua e Don Angelo Campora"
Il conte Guazzone, originario di Lobbi, arricchitosi in Argentina grazie alla coltivazione a grano di estesi territori, pensò di fondare una casa di riposo che potesse ospitare gli anziani di Lobbi e paesi limitrofi. Tale progetto fu attuato nel 1935 facendo costruire l'edificio, tuttora esistente e perfettamente funzionante, in via Poggio di fronte all'edificio scolastico. La Casa di riposo può ospitare una quarantina di persone.

## Infrastrutture e trasporti
Tra il 1880 e il 1933 Lobbi fu servito dalla tranvia Alessandria-Sale.

## Sport
Il gruppo sportivo Lobbi nacque nel 1966 per iniziativa di un gruppo di giovani che inviarono al sindaco di Alessandria la richiesta per l'assegnazione di un campo sportivo per il sobborgo. La società fu costituita ufficialmente con lo scopo di promuovere, con finalità agonistiche, sportive e propagandistiche, la pratica, specie fra i giovani, di tutte le attività sportive. Le strutture sorsero grazie all'opera dei soci fondatori che non si limitarono a versare la quota sociale, ma diedero il loro contributo lavorando in ogni momento libero come sterratori, muratori e carpentieri.

## Galleria d'immagini

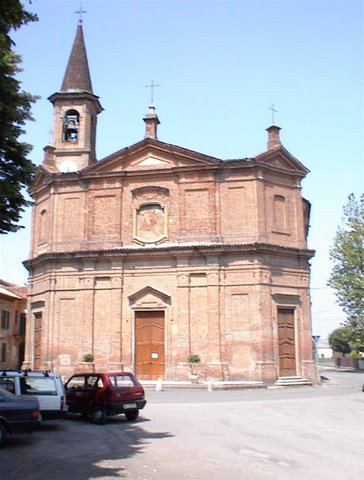
La chiesa di Lobbi
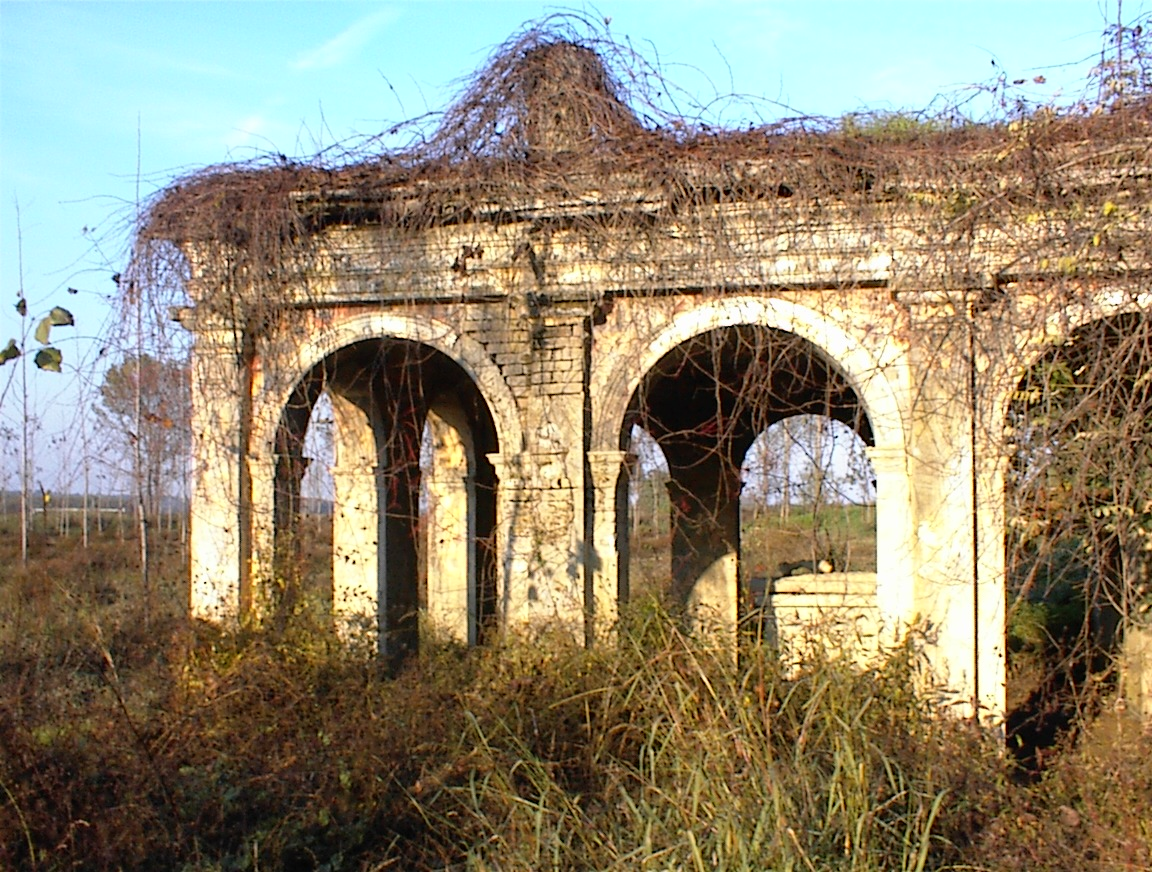
La fonte di Lobbi
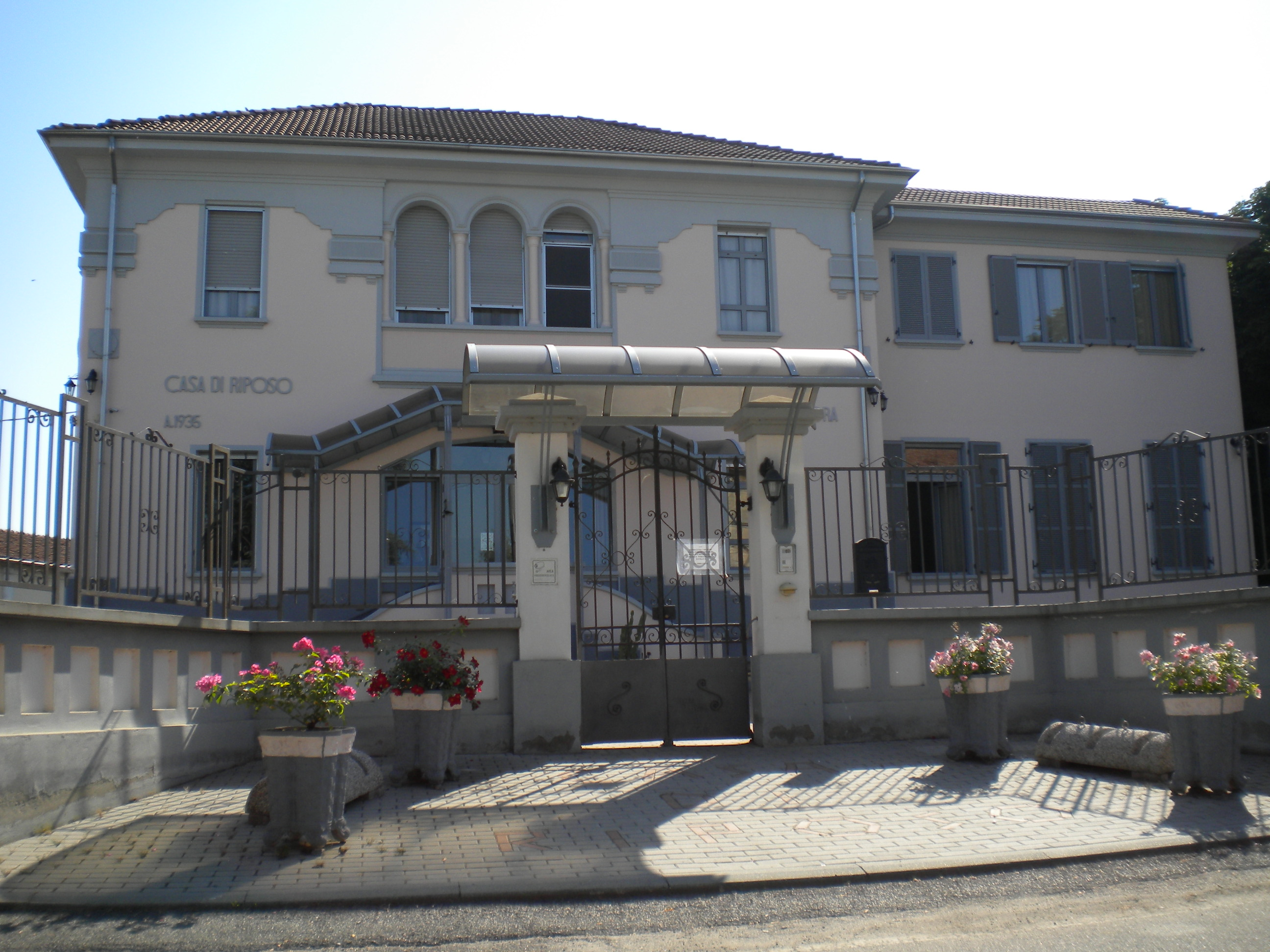
La casa di riposo di Lobbi
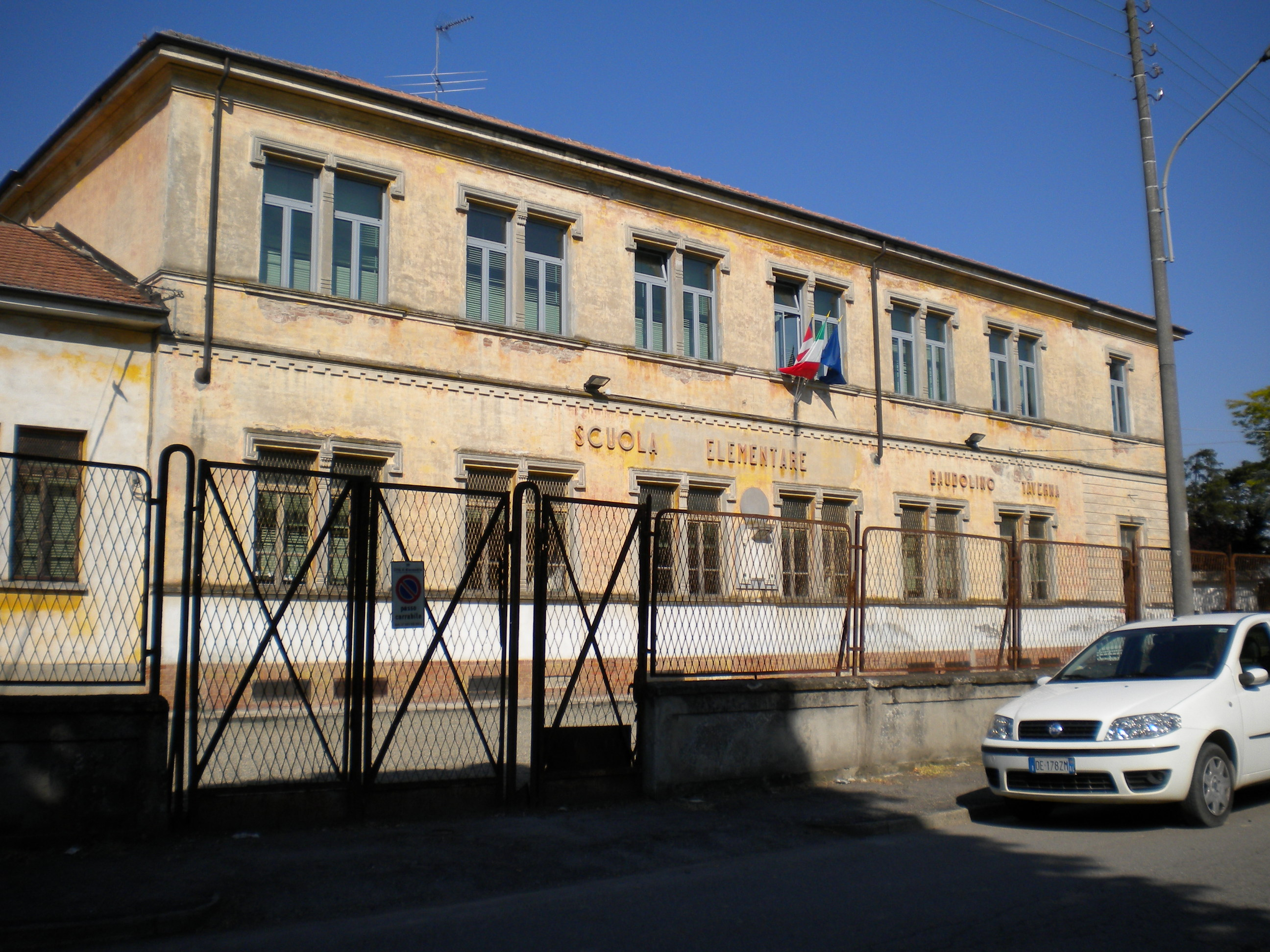
Le scuole elementari di Lobbi
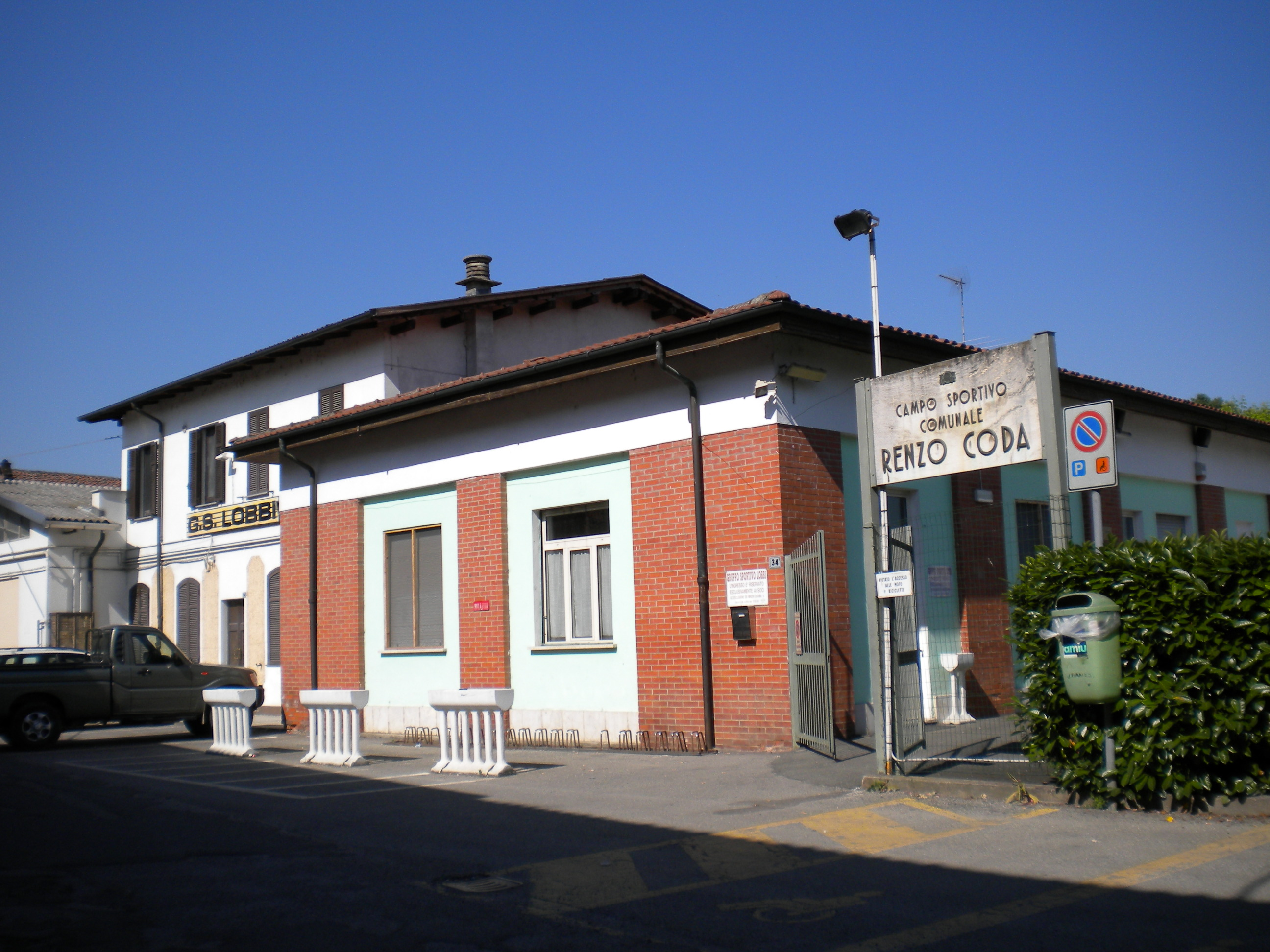
Il campo sportivo di Lobbi
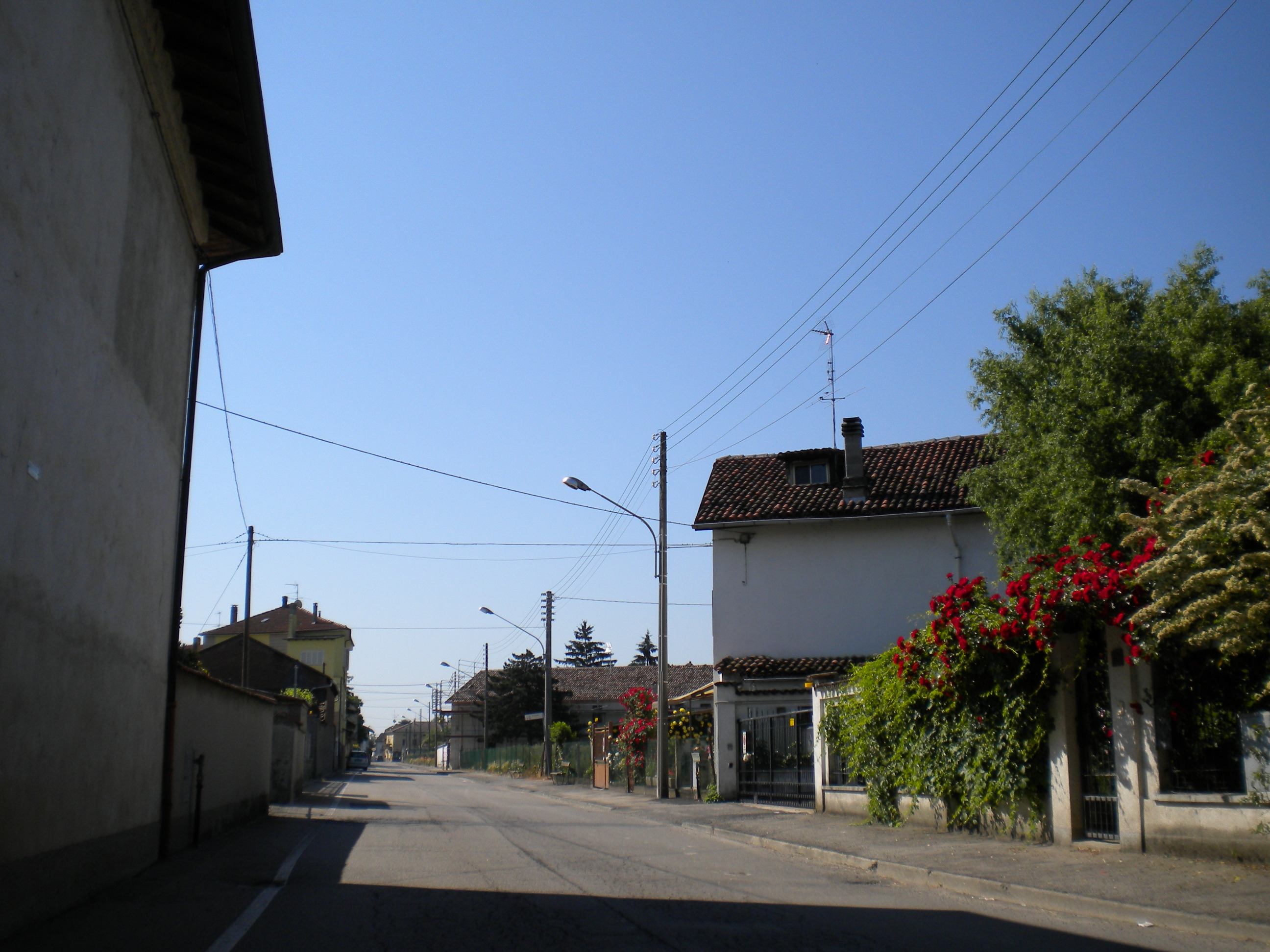
Via Giovanni Poggio a Lobbi
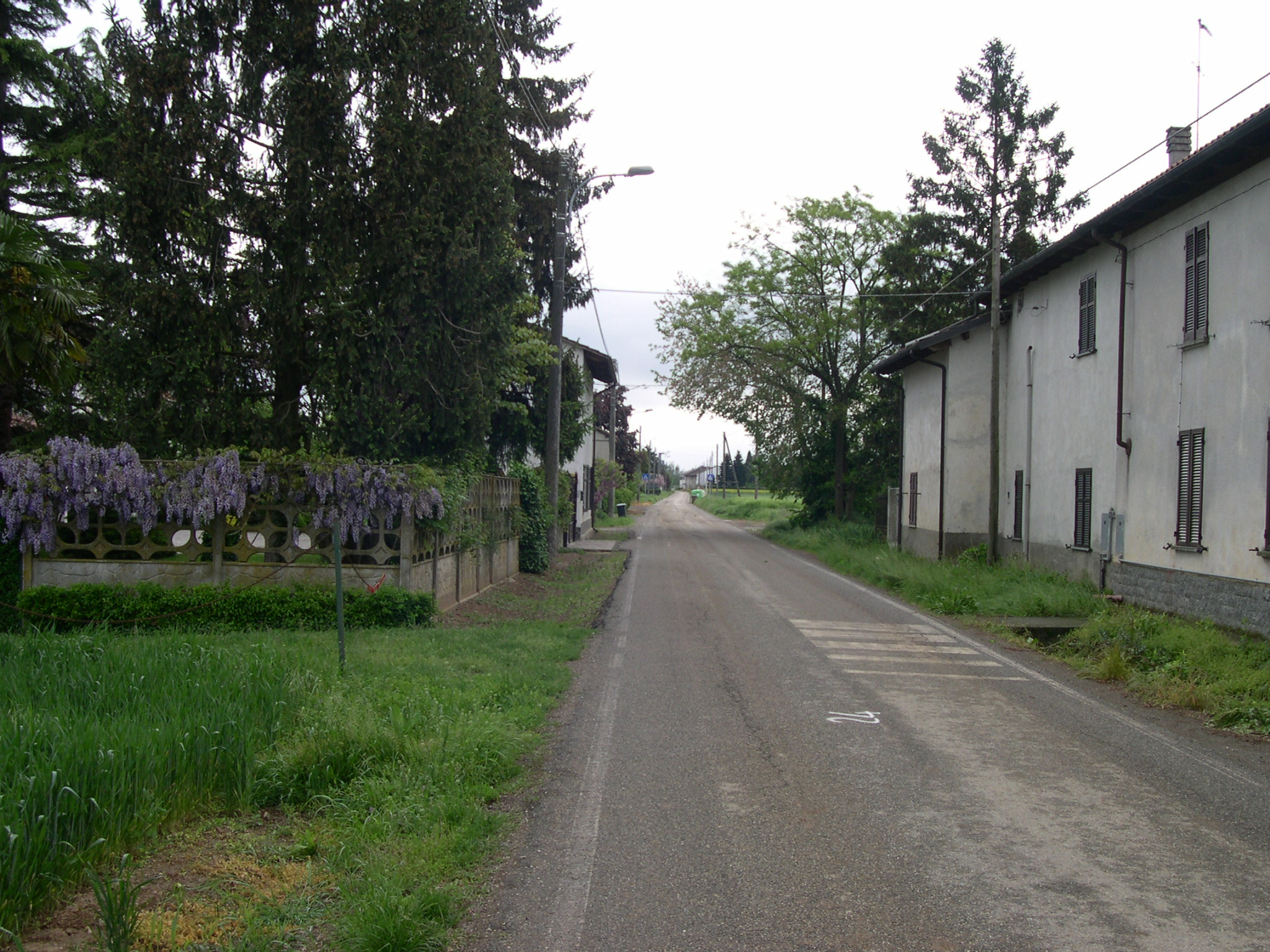
Via Filippona a Lobbi